# Maigret (serie televisiva 1992)

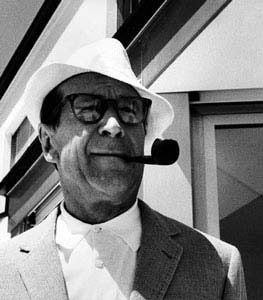
Georges Simenon, autore della saga di Maigret

Maigret è una serie televisiva con protagonista il commissario Maigret, personaggio letterario ideato da Georges Simenon ed interpretato da Michael Gambon. La serie è composta da 12 episodi (della durata di circa 60 minuti ciascuno) prodotti tra il 1992 e il 1993 da Granada Television per la rete televisiva britannica ITV. Serie trasmessa in due stagioni, ogni episodio proviene da un singolo libro di Simenon.

## Episodi
Serie 1
| Nr. Ep. | Titolo (EN)                    | Data avvio       | Regista            |
| ------- | ------------------------------ | ---------------- | ------------------ |
| 1       | The Patience of Maigret        | 9 febbraio 1992  | James Cellan Jones |
| 2       | Maigret and the Burglar's Wife | 16 febbraio 1992 | John Glenister     |
| 3       | Maigret Goes to School         | 23 febbraio 1992 | James Cellan Jones |
| 4       | Maigret and the Mad Woman      | 1º marzo 1992    | John Glenister     |
| 5       | Maigret on Home Ground         | 8 marzo 1992     | James Cellan Jones |
| 6       | Maigret Sets a Trap            | 15 marzo 1992    | John Glenister     |

Serie 2
| Nr. Ep. | Titolo (EN)                       | Data avvio     | Regista         |
| ------- | --------------------------------- | -------------- | --------------- |
| 1       | Maigret and the Night Club Dancer | 14 marzo 1993  | John Strickland |
| 2       | Maigret and the Hotel Majestic    | 21 marzo 1993  | Nicholas Renton |
| 3       | Maigret on the Defensive          | 28 marzo 1993  | Stuart Burge    |
| 4       | Maigret's Boyhood Friend          | 4 aprile 1993  | John Strickland |
| 5       | Maigret and the Minister          | 11 aprile 1993 | Nicholas Renton |
| 6       | Maigret and the Maid              | 18 aprile 1993 | Stuart Burge    |